# Ópera de Los Ángeles

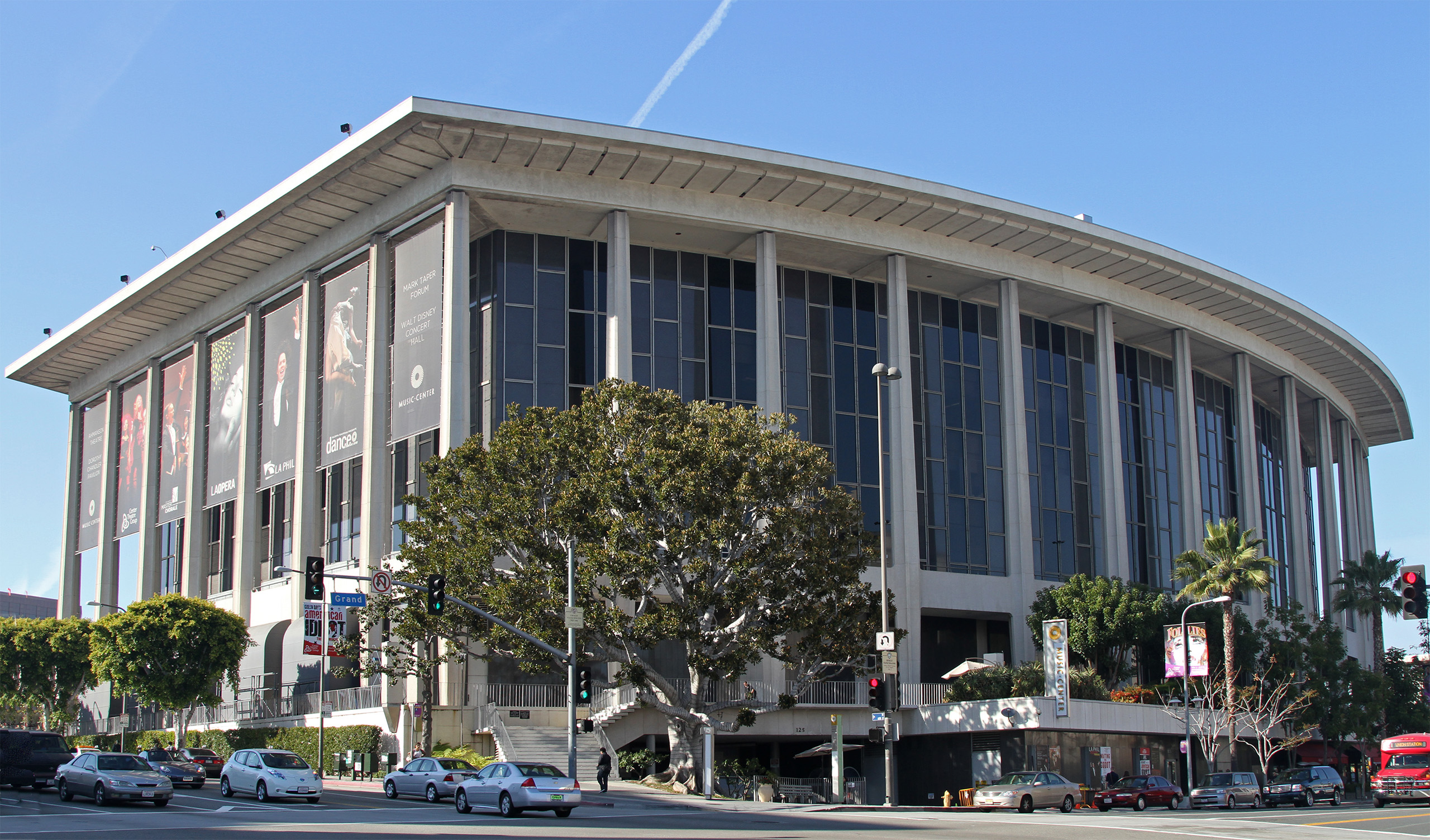
Dorothy Chandler Pavilion, sede de la Ópera de Los Ángeles

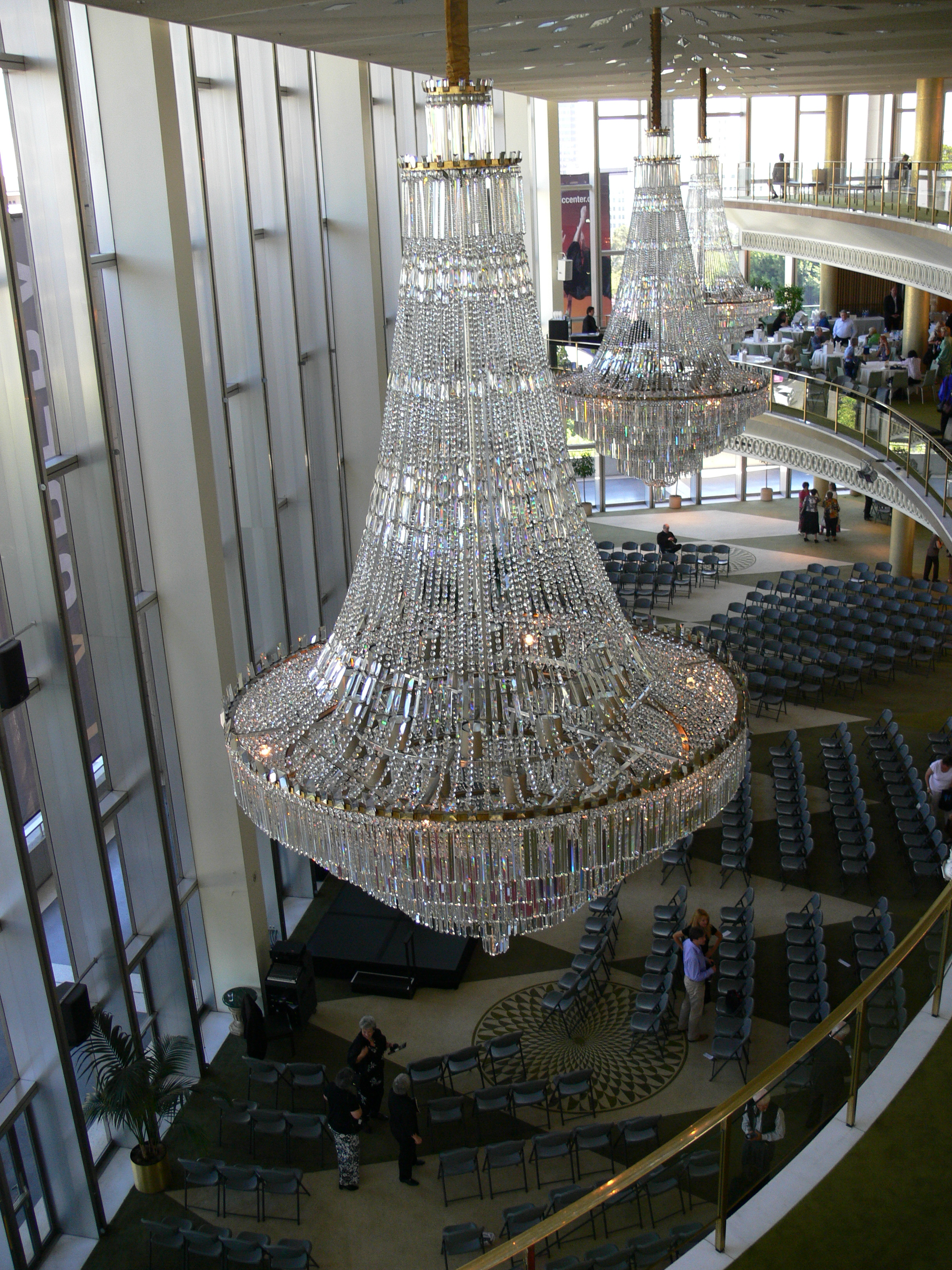

Los Angeles Opera (Ópera de Los Ángeles) es una compañía de ópera radicada en Los Ángeles, California, Estados Unidos. La sede de la compañía está en el Dorothy Chandler Pavilion, parte del Centro Musical de Los Ángeles. Su director general es el tenor español Plácido Domingo (su contrato acaba de prorrogarse hasta la temporada 2010-2011). James Conlon asumió el cargo de director musical para la temporada 2006/2007.
La compañía de ópera de Los Ángeles debutó en 1986 con una producción de Otello de Verdi, protagonizada por Plácido Domingo. Tiene como precedente la Gran Ópera Cívica de Los Ángeles, que se formó en 1948. Hizo diversas producciones en los años 1950. Poco después de su tercera producción en el Dorothy Chandler Pavilion, la compañía abandonó sus propios proyectos de producción y se refundó como Asociación de Ópera del Centro Musical trayendo ópera de otras ciudades estadounidenses, en particular la Ópera de Nueva York. Esta compañía llevó representaciones a Los Ángeles todos los otoños, desde 1966 hasta 1982.
En 1984, la Asociación de Ópera del Centro Musical contrató a Peter Hemmings y le encargó la creación de una compañía de ópera local que de nuevo presentara sus propias producciones. Esto llevó a la creación de la Ópera de Los Ángeles. Hemmings se retiró como director general en 2000, con Plácido Domingo asumiendo el liderazgo de la compañía la temporada siguiente. De hecho, Domingo ya estaba involucrado en el proyecto de creación de la compañía y actuó como asesor artístico desde 1984.
La Ópera de Los Ángeles da entre setenta y cien representaciones al año. A menudo ofrece el repertorio operístico estándar, así como óperas nuevas o raramente representadas. Durante la temporada 2003-2004, la compañía interpretó el estreno mundial de la ópera Nicholas and Alexandra, con música de Deborah Drattell y libreto de Nicholas von Hoffman. La compañía ha recurrido igualmente al mundo teatral y cinematográfico en busca de directores para sus producciones. Durante la temporada 2001-2002, montó una producción de Lohengrin, dirigida por el actor austriaco Maximilian Schell y una doble sesión, de El castillo del duque Barbazul y Gianni Schicchi, a cargo del director de cine William Friedkin.